# 제주도 옹기장
제주도 옹기장(濟州島 甕器匠)은 제주특별자치도에서 식수 운반도구로 사용되는 허벅을 만드는 기능이나 그 기능을 가진 사람을 말한다. 2001년 8월 16일 제주특별자치도의 무형문화재 제14호 제주도허벅장으로 지정되었다가, 2011년 7월 27일 현재의 명칭으로 변경되었다.

## 개요
제주에서 식수 운반도구로 사용되는 허벅을 만드는 기능이나 그 기능을 가진 사람을 말한다. 
허벅은 전통적으로 제주에서 사용되는 식수 운반도구로서 제주의 자연 환경과 인문적 배경에서 자연 발생된 특유의 양식으로 제작되었다. 특히 유약을 바르지 않고 제주도에서 나는 점토만을 사용하여 독특한 제작기법과 감각으로 실용성을 토대로 만들어졌다. 점차 기능에 따라 독특한 모양으로 만들어지고 색깔이나 문양에서도 제주도만의 특징을 가지고 있다.
제주의 옹기를 만드는 집안에서 태어나 15세부터 옹기 만드는 기술을 익힌 신창현 씨는 허벅의 원형 보존과 그 기술의 전승에 힘쓰고 있다.

## 보유자
| 구분   | 성명 (생년월일) | 성별 | 기예능 | 주소 | 인정·해제일자   | 비고 |
| ------ | --------------- | ---- | ------ | ---- | --------------- | ---- |
| 보유자 | 김정근          |      | 굴대장 |      |                 |      |
| 보유자 | 이윤옥          |      | 질대장 |      |                 |      |
| 보유자 | 부창래          |      | 도공장 |      |                 |      |
| 보유자 | 고달순          |      | 불대장 |      | 2019년 8월 지정 |      |

## 참고 문헌
- 제주도 옹기장 - 국가유산청 국가유산포털